# Сражение за перевал Пейвар-Котал
Сражение за перевал Пейвар-Котал (англ. Battle of Peiwar Kotal) — одно из первых сражений Второй англо-афганской войны, которое произошло 2 декабря 1878 года в горах Афганистана у перевала Пейвар-Котал. В этом сражении британский отряд под командованием генерал-майора Фредерика Робертса захватил перевал, что позволило его отряду продолжать наступление вглубь Афганистана.
В ноябре 1878 года британская армия вошла в Афганистан тремя колоннами. Колонна генерала (ок. 6000 чел.) Робертса заняла Курамскую долину, оттеснив афганскую армию к перевалам. Робертс попытался взять перевалы сходу, но вынужден был отступить. Несколько дней было потрачено на рекогносцировку, после чего Робертс организовал отвлекающую атаку с фронта, а основными силами обошёл противника и атаковал его левый фланг. Афганцы отступили за ущелье, которое отряд Робертса не смог перейти, но в это время 8-й пехотный полк, выделенный для отвлекающей атаки, пошёл на штурм перевала и быстро взял его, захватив все афганские орудия и множество боеприпасов.
Поражение при Пейвар-Котале стало одной из причин того, что правитель Афганистана, Шир-Али, потерял веру в удачный исход войны, покинул Кабул и отправился в Россию.

## Предыстория
Когда началась Вторая англо-афганская война, британское командование приняло решение наступать на территорию Афганистана тремя колоннами. Одна из них называлась Kurram Valley Field Force, и командовал ею генерал-майор Фредерик Робертс. «Я был и горд этим назначением командиром Курамского отряда, но одновременно и обеспокоен, — вспоминал потом Робертс, — поскольку будучи генерал-майором местной армии я был всего лишь майором своего полка и помимо небольшого периода в Лушайском походе никогда ранее не имел возможности принять полевое командование. Крайне заинтересованный в успехе, я должен был внимательно присмотреться к тем, кто помогал мне в этом деле».
Этой колонне было поручено занять Курамскую долину, разведать долину Хоста и изучить состояние дорог за Хостом. Предполагалось, что афганцы окажут сопротивление на перевале Пейвар-Котал. Этот перевал находился в 73 милях от Талла, а от Талла было 63 мили до Кохата. Оба города находились на британской территории, но население этого региона вполне могло взбунтоваться и перерезать британские коммуникации. Гарнизон Кохата был слаб, а ближайшая база снабжения находилась в Равалпинди за Индом. Робертсу предстояло разбить противника на сильной позиции в  136 милях от своей базы и одновременно охранять свои коммуникации, и для этого в его распоряжении было всего 6 индийских и один британский пехотный полк, два кавалерийских полка, одна батарея конной артиллерии и две батареи горных орудий. При этом 4 из 6 индийских полков имели большой процент пуштунов, которых было рискованно использовать в войне с афганцами, а личный состав 8-го пехотного полка был сильно ослаблен болезнями.
Робертс добился того, что к его отряду присоединили 23-й сапёрный, 72-й горский и 28-й пенджабский туземный пехотный полки, но его отряду всё ещё не хватало тягловых животных. В итоге 15 ноября 1878 года Курамский отряд (разделённый на бригаду Кобба и бригаду Телвалла) Робертса вошёл в Талл, а 18 ноября в Талл прибыл и сам Робертс. 20 ноября его отряд бы готов вступить в Афганистан. В распоряжении Робертса было 150 офицеров, 5500 рядовых, 950 лошадей и 17 орудий.
21 ноября отряд Робертса вступил на афганскую территорию и занял Курамскую долину. 25 ноября стало известно, что афганская армия покинула Курамские форты и отступила на запад, в горы. Британские инженеры восстановили форты и превратили их в госпиталь и склад. Небольшой отряд был оставлен Робертсом для охраны фортов, а остальными силами он продолжил наступление на запад.

### Первое наступление на Пейвар

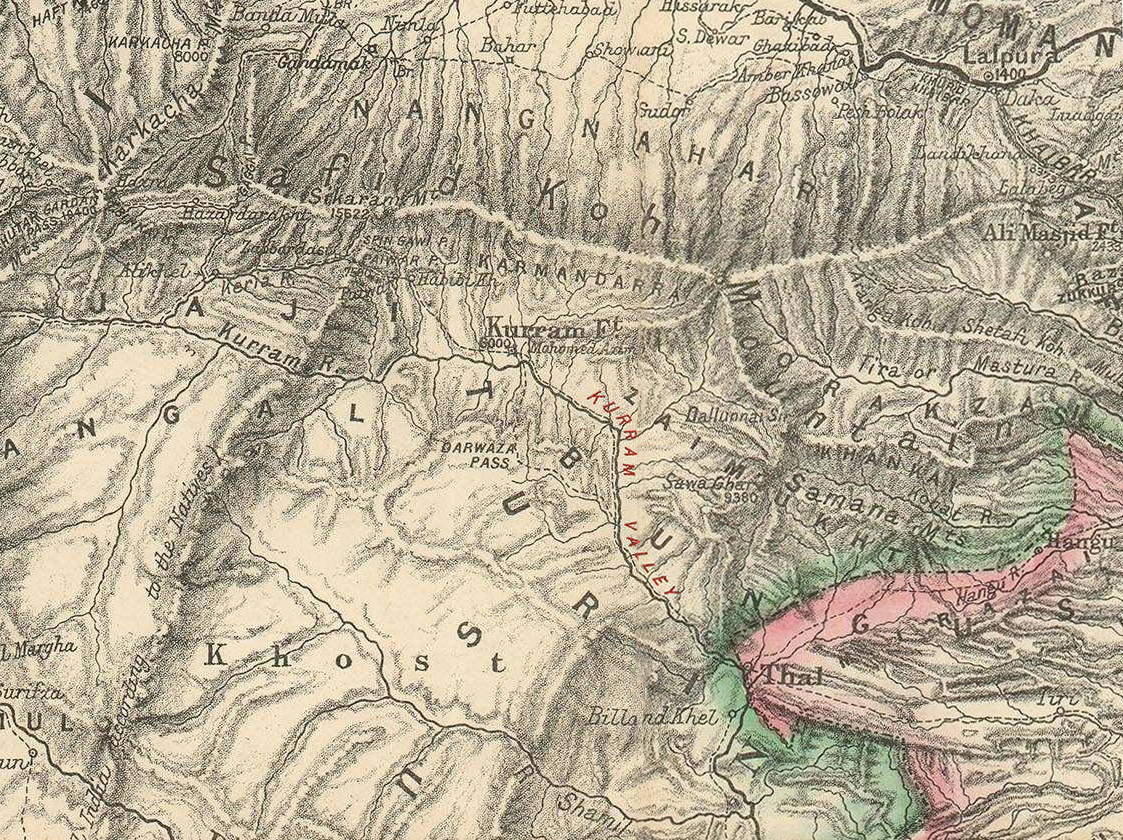
Курамская долина на карте 1880 года

Заняв Курамские форты Робертс лично, с двумя эскадронами 12-го бенгальского кавалерийского полка выехал на рекогносцировку к селению Пейвар. Оттуда он увидел, что афганцы отступают к перевалу Пейвар-Котал, который имел высоту 8600 футов (2621 метр) над уровнем моря, соответственно на 3820 футов (1164 метра) выше Курамских фортов. Через этот перевал пролегала дорога от фортов на Кабул. Шпионы из пуштунского племени тури сообщили, что у афганской армии возникли проблемы с транспортировкой орудий, поэтому Робертс решил атаковать, не теряя времени.
Утром 28 ноября его отряд был сведён в две колонны:
- Левая колонна под командованием генерала Кобба
  - Авангард (эскадрон 12-го бенгальского кавполка, 2 горных орудия, 4 роты 5-го пенджабского полка)
  - 5-й пенджабский пехотный полк[англ.]
  - 23-й сапёрный пехотный полк[англ.]
  - 29-й (Пенджабский) бенгальский туземный пехотный полк[англ.]
  - 8-й пехотный полк
  - 2 орудия конной артиллерии
- Правая колонна под командованием генерала Телвалла
  - Авангард (эскадрон 12-го бенгальского, 2 горных орудия, 4 роты 5-го гуркхского полка[англ.])
  - 5-й гуркхский пехотный полк[англ.]
  - 72-й собственный герцога Олбани пехотный полк горцев[англ.]
  - 2-й пенджабский пехотный полк[англ.]
  - 2 орудия конной артиллерии.

К 06:00 полки заняли позиции для наступления и двинулись вперед параллельными колоннами. К 10:00 они заняли селение Хабиб-Килла в 14 милях (22 км.) от Курамских фортов. Робертс приказал бригаде Кобба занять селение Турраи, но бригада потеряла дорогу и вышла через узкое ущелье прямо к афганской позиции высоко на горах. Кобб понял, что в данных обстоятельствах нужно как можно быстрее отступать. Но как только он начал отход, афганцы спустились с высот и атаковали его бригаду, которая была вынуждена развернуться и отбивать атаку. В этой перестрелке были ранены два офицера и 8 рядовых индусов. Робертс отправил ему на помощь 5-й гуркхский полк, который прикрыл отступление бригады Кобба. Робертс понял, что его люди утомлены 10-часовым маршем, а позиция противника требует тщательного изучения, поэтому приказал остановить наступление и разбить лагерь. Но афганцы обнаружили господствующую высоту, перетащили туда орудие и в 16:00 начали обстреливать британский лагерь, что заставило британцев отступить к другому участку для лагеря, в четверти мили западнее селения Туррай. Участок оказался крайне неудобен для лагеря, но альтернативой было только отступление в Пейвар.
В своем донесении Робертс назвал события 28 ноября разведкой боем, но судя потому, что он послал в бой весь свой отряд, он задумывал что-то иное. Робертс был, вероятно, введён в заблуждение пуштунскими шпионами, поверил в то, что ему не встретится крупных сил противника и только потому послал в бой полки, голодные и утомлённые переходом на дистанцию в 21 милю (34 км.). Из-за этого бригада Кобба попала в опасное положение, а вся дивизия не была разбита только потому, что афганцы не осознали всех потенциальных возможностей.
И. Л. Яворский, служивший в те дни в русской миссии в Кабуле, упоминает это первое наступление как поражение англичан: «…англичане, сначала побитые у Пейвара, разбили потом авганцев и заняли Шутур-Гэрденский перевал».

### Рекогносцировка

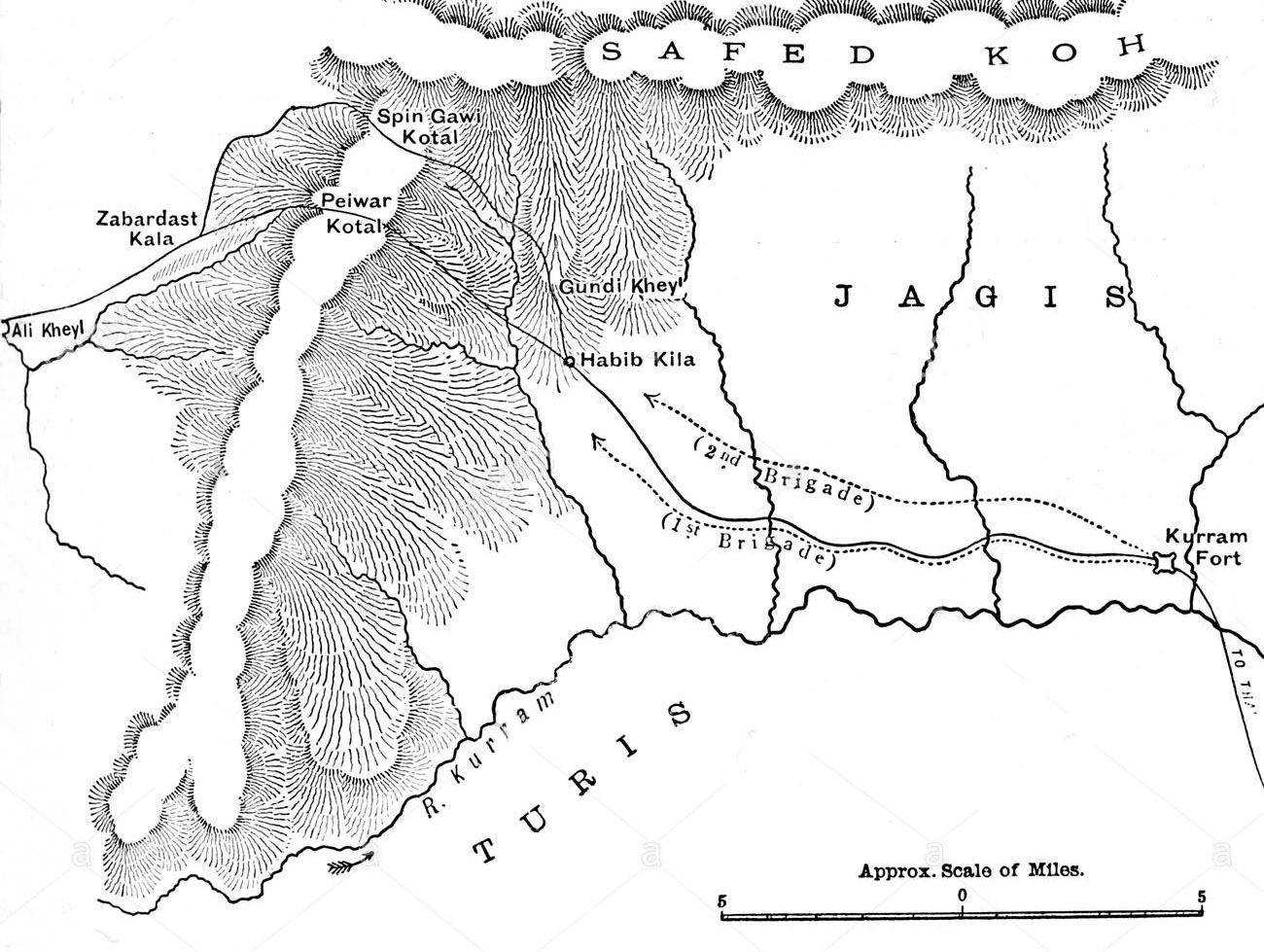
Карта сражения 1880 года.

Утром 29 ноября Робертс переместил лагерь в более безопасное место и занялся рекогносцировкой. Были отправлены три разведывательные группы: 2 роты 23-го сапёрного отправились на север от лагеря, 2 роты 29-го (Пенджабского) изучили южный отрог Пейварской горы, а ещё 2 роты 23-го сапёрного полка изучили перевал Спин-Гавай, который находился в двух милях северо-восточнее Пейвар-Котала. Первая партия донесла, что изученный ею участок неудобен для наступления, а две другие нашли удобные пути к перевалу. 30 ноября рекогносцировки продолжились, и на этот раз офицеры пришли к твёрдому убеждению, что необходимо внезапной атакой захватить Спин-Гавай, а оттуда по горному хребту выйти во фланг афганских позиций у Пейвар-Котала. Робертс одобрил этот план. Он полагал, что на перевале находятся примерно 1800 афганцев при 11-ти орудиях. Так и было 30 ноября, но в ночь на 1 декабря афганцы получили подкрепления и их численность возросла до 4800 человек при 17-ти орудиях. Афганским отрядом командовал Керим-хан, которому подчинялись командиры Гул-Мохамед-хан и Абдул-Али. Военный историк полковник Ханна писал, что способности этих командиров можно оценить по тому, как удачно они выбрали позицию и как грамотно распределили по ней свои силы. У афганской позиции был только один недостаток: она была слишком длинной, растянувшись на 4 мили.
1 декабря в 16:00 Робертс собрал военный совет и изложил свой план наступления. Согласно плану, он лично должен был возглавить основную колонну: 29-й (Пенджабский), 5-й гуркхский, часть 72-го горского, 2-й пенджабский и 23-й сапёрный полки при двух батареях (2263 человека). Эта колонна должна была выступить в 22:00 из лагеря и к рассвету занять перевал Спин-Кавай. Оттуда они должны будут атаковать Пейвар-Котал. Генералу Коббу было поручено возглавить вторую колонну: 5-й пенджабский, часть 8-го пехотного, 5 орудий и 2 эскадрона 12-го бенгальского полка (1051 человек). Этот отряд должен был изображать атаку с фронта.
Все время, пока шла рекогносцировка, Робертс скрывал свои истинные планы и делал вид, что готовит атаку с фронта. Только несколько высших офицеров знали о фланговом манёвре. Он понимал, что афганцы смогут легко разбить его, если узнают о разделении отряда; небольшие размеры британской колонны были хорошо известны и открыто обсуждались по всей Курамской долине. «Даже женщины насмехались над нами, — вспоминал Робертс, — когда они впервые увидели маленьких гуркхов, они спрашивали: 'Возможно ли, чтобы эти безбородые мальчики надеялись справиться с афганскими воинами'?… Однако, мы не скрывали от себя того факта, что наших сил чудовищно недостаточно для поставленных целей».

## Штурм перевала
Вечером 1 декабря отряд начал обходной марш. Полковник Гордон командовал авангардом (29-й (Пенджабский) и 5-й гуркхский полки), а генерал Телвалл основным отрядом. Около полуночи они прошли селение Пейвар, где решено было не останавливаться на отдых, а продолжать марш к перевалу. Темнота постепенно сгущалась, температура понижалась, и наступающим было все труднее ориентироваться в горах. В какой-то момент 2-й пенджабский полк уклонился на неправильную дорогу и вместе с 23-м сапёрным прошёл две мили в неверном направлении, едва не вернувшись назад в Пейвар. Внезапно раздалась стрельба в голове колонны: сразу стало понятно, что это рядовые пуштуны 29-го (Пенджабского) открыли огонь, чтобы предупредить афганцев на перевале Спин-Гарай. Выявить виновных не позволяла темнота, поэтому командование перевело на место пенджабского полка 5-й гуркхский и несколько рот 72-го горского. В 03:00 колонна вышла из ущелье к плато у перевала. К 06:00 колона прошла густой сосновый лес, который вёл к позициям противника на перевале. Уже светало, но в лесу было ещё темно.
Гуркхский полк вышел к одному из укреплений афганцев — бревенчатой баррикаде высотой около двух метров — и, когда дозорный поднял тревогу, полк бросился на штурм и штыковой атакой быстро выбил афганцев ко второму укреплению в 80-ти метрах позади первого. Это укрепление было атаковано с фронта и фланга при поддержке 72-го полка и тоже быстро взято. Афганцы отступили к третьему укреплению, где стояли две горные пушки, но из-за плохой видимости они не могли эффективно вести огонь. Третье укрепление было взято и занята небольшая высота позади него, но афганцы отошли в лес и оттуда два раза атаковали высоту. Обе атаки были отбиты, при этом при второй атаке британский отряд, которым командовал капитан Джон Кук, был вынужден использовать штыки. Впоследствии капитан Кук получил Крест Виктории за этот бой.
В бою приняли участие несколько сикхских рот 29-го (Пенджабского), но мусульманские роты уклонялись от боя, а 18 человек даже дезертировали. Бой длился около часа и завершился в 07:00, когда афганцы отступили к Пейквар-Коталу. В 07:30 сообщение о взятии перевала было передано гелиографом генералу Коббу, которому было приказано начать фронтальное наступление.
Чтобы не дать противнику оправиться от поражения, Робертс решил не дожидаться отстающих полков (2-го пенджабского и 23-го сапёрного) и атаковать Пейвар-Котал теми силами, что было. После очень короткого отдыха его отряд, в котором теперь было 1250 человек, начал марш к перевалу. Наступление шло без проблем, но очень медленно из-за густого леса. Через два часа наступающие вышли к глубокому ущелью, на противоположной стороне которого, метрах в 150-ти, разместилась афганская армия. «Вообразите моё волнение, когда я обнаружил, что горцы, гуркхи и артиллерийская батарея всё ещё не нагнали нас!», писал впоследствии Робертс. Он оказался с одним только ненадёжным 29-м (Пенджабским) полком против противника неизвестной численности, а лес не позволял понять расположение остальных британских полков. Робертс отправил людей на поиски отставших, но время шло и он понял, что афганцы могут сами перейти в наступление или же могут взбунтоваться мусульманские роты. Тогда он обратился к 29-му с предложением немедленно атаковать. Сикхские роты высказались одобрительно, но мусульманские ответили молчанием, и теперь осталось только надеяться, что они не начнут стрелять по своим офицерам. Робертс отправил в наступление через ущелье сикхские роты, но лес на этом участке был почти непроходим, и им пришлось вернуться.
Через некоторое время, к большому облегчению Робертса, подошли отстающие полки и артиллерия, и теперь Робертс мог быть уверен, что удержит позицию, хотя обстоятельства не позволяли ему перейти в наступление. Афганцы пару раз пытались перейти ущелье и атаковать противника, но все их атаки были отбиты.

### Фронтальная атака
Утром 2 декабря 5 британских орудий под охраной сотни человек 8-го пехотного полка вышли из лагеря и заняли позицию для бомбардировки афганских батарей на высотах. В 06:15 5-й пенджабский полк и часть 8-го пехотного (763 человека, включая сотню при орудиях) вышли на позицию для атаки. Артиллерия открыла огонь и примерно к 11:00 вывела из строя два афганских орудия. Одновременно пехота начала подниматься по склону, 5-й полк на правом фланге, а 8-й на левом. В полдень 8-й вышел на высоту, которая находилась всего в 1400 метрах от перевала Пейвар-Котал, и здесь попал под огонь с фронта и с фланга и понёс ощутимые потери. Здесь был ранен в ногу полковник Кобб и командование принял полковник Барри Дрю. Полк попал в сложное положение, отчасти потому, что 5-й пенджабский не смог прикрыть его правый фланг, как было задумано. Однако командир 5-го, майор МакКуин, вышел на позицию с которой увидел весь афганский лагерь. Были немедленно подтянуты два горных орудия, которые открыли огонь по лагерю. В лагере началась паника, которая передалась тем афганским частям, которые стояли фронтом к отряду Робертса. Это позволило Робертсу перейти ущелье и занять позицию противника.
Пока Робертс вёл бой на левом фланге противника, отряд Кобба-Дрю продолжил наступление, подошёл к перевалу на 800 метров и открыл огонь по афганским батареям. В 14:00 афганцы бросили батарею. В этот момент полковник Дрю почувствовал, что противник в замешательстве и решил, что пора нанести последний решающий удар. Он повёл свой полк вверх по склону и, не встречая сопротивления, в 14:00 вышел на перевал. В его руки попали 18 орудий и большие запасы боеприпасов. 12-й бенгальский кавполк пытался преследовать противника, но не обнаружил его нигде за перевалом.
«…их пехота дрогнула, — вспоминал Робертс, — и около 14:00 Дрю и Хью Гоу сочли возможным выдвинуться к Пейвар-Коталу. Гоу первым взошёл на перевал, за ним шли лейтенант Брабазон и его ординарец, догра по имени Бирбул».
Афганцы ушли с перевала, но ещё оставались где-то на правом фланге Робертса, и было непонятно, в каком направлении они отступают. Было уже около 13:00, близился конец дня, британцы были утомлены долгим маршем и оторваны от своего лагеря, но Робертс решил совершить ещё один фланговый обход и выйти к селению Забардаст-Хилла, чтобы заставить их отступить ещё дальше или даже отрезать им пути отхода. Поэтому после небольшого отдыха он оставил на перевале 2-й пенджабский полк, а остальными силами вернулся в направлении Спин-Гавай и начал марш к Забардаст-Хилле, но к 16:00 стало ясно, что остался час до заката и выйти в тылы противника не получится, поэтому было приказано остановиться на ночёвку. Ночевать пришлось на открытом склоне, без палаток, без тёплой одежды и еды, на морозе на высоте около 2800 метров от уровня моря. Однако, сосновый лес позволил развести огонь. Здесь в 20:00 Робертс получил донесение о том, что 8-й пехотный взял Пейвар-Котал.

## Последствия

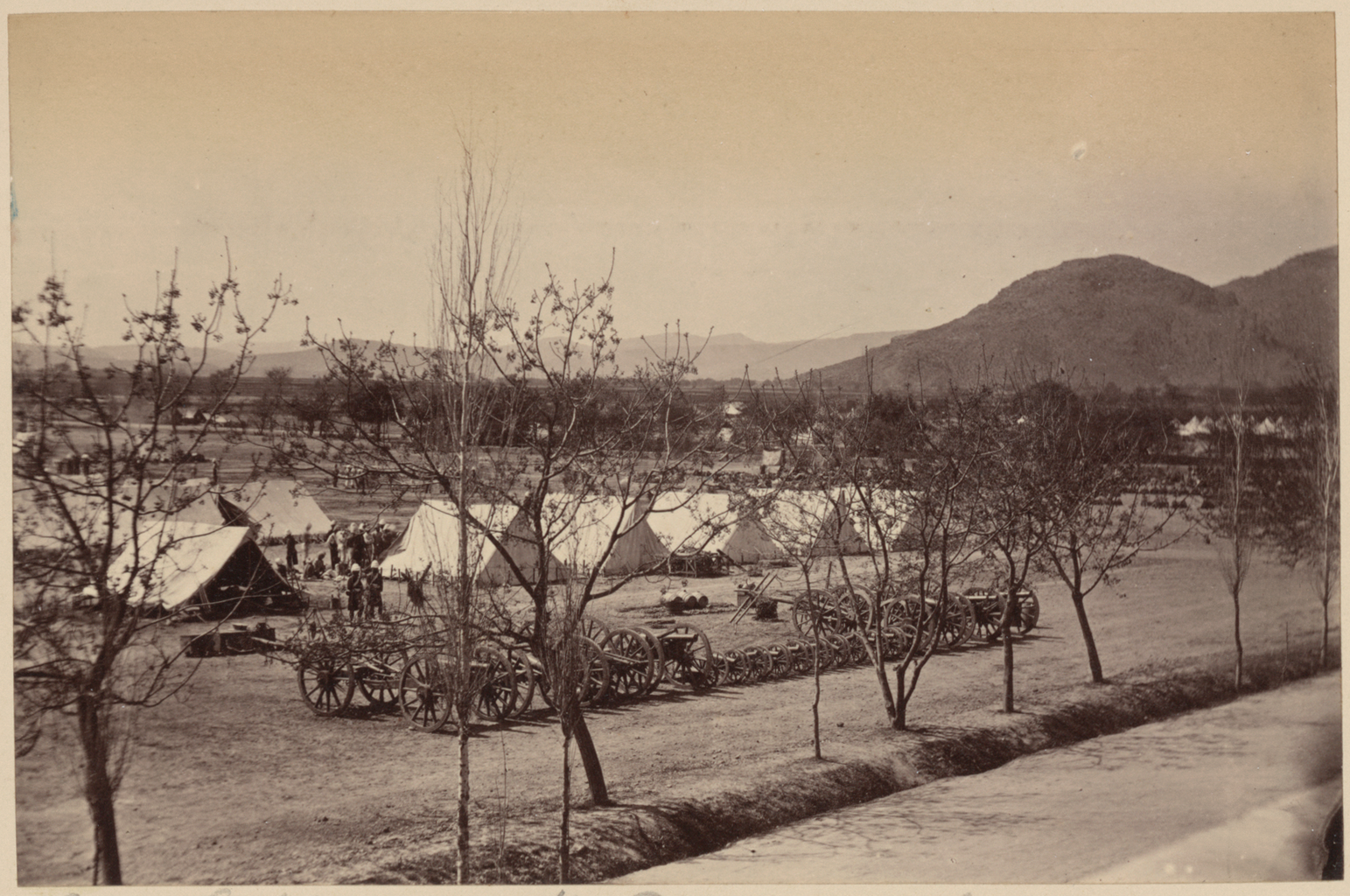
Афганские орудия, захваченные на перевале.

Последующие три дня британцы готовились провести зиму на захваченных ими высотах. 8-й пехотный переправлял вниз в Курам захваченные афганские орудия, а сапёры строили дома для зимовки. 29-й (Пенджабский) полк перевели в село Губазан, а остальные полки разместили у села Забардаст-Килла. Афганцы при отступлении бросили большие запасы зерна, которые помогли британцам продержаться некоторое время, а 4 декабря подошёл конвой с провизией. 6 декабря Робертс отправился разведать перевал Шутагардан, взяв с собой несколько подразделений из разных полков. 9 декабря он поднялся на Шутагардан, откуда была хорошо видна долина реки Кабул. Убедившись, что афганских войск нет за перевалом, Роберт вернулся 10 августа к основной армии, а 11 и 12 декабря его отряд начал возвращаться к Курамским фортам.
Вернувшись в Курам, Робертс отдал под трибунал одного офицера-индийца и 20 рядовых 29-го (Пенджабского) полка, который открыли стрельбу при восхождении на Спин-Гарай. Трибунал признал обвиняемых виновными. Сипай Хазрат-Шах, который сделал первый выстрел, был приговорен к казни и впоследствии повешен в присутствии всего полка. Офицер Разан-Шах, который прикрыл обвиняемого, был приговорён к семи годам ссылки. Остальных приговорили к различным наказаниям от заключения на 1 год до ссылки на 14 лет. Сипай Мира-Баз, который уверял, что выстрелил без злого умысла, и который хорошо проявил себя в последующей атаке, был приговорён к двум годам тюремного заключения. Робертс утвердил решение трибунала.
Исход сражения произвёл сильное впечатление на афганского эмира Шир-Али. Он начал терять веру в успех уже после сражения при Али-Масджид 21 ноября, потом ему ненадолго внушила надежду неудача Робертса у перевала 27 ноября, но после известий о разгроме у Пейвар-Котала он полностью утратил надежду. Сначала он думал продолжать оборону, но уже 10 декабря решил покинуть Афганистан, отправиться в Санкт-Петербург и просить справедливости у русского царя. 13 декабря он покинул Кабул, передав власть своему сыну Якуб-хану.

### Потери
Робертс писал, что потери были невелики: 2 офицера и 18 рядовых убито, 3 офицера и 75 человек ранено. Те же цифры называет и Джеймс Кохун, участник сражения. Форбс писал, что был убит 21 человек и ранено 72.
Афганская армия потеряла приблизительно 200 человек.

### Оценки

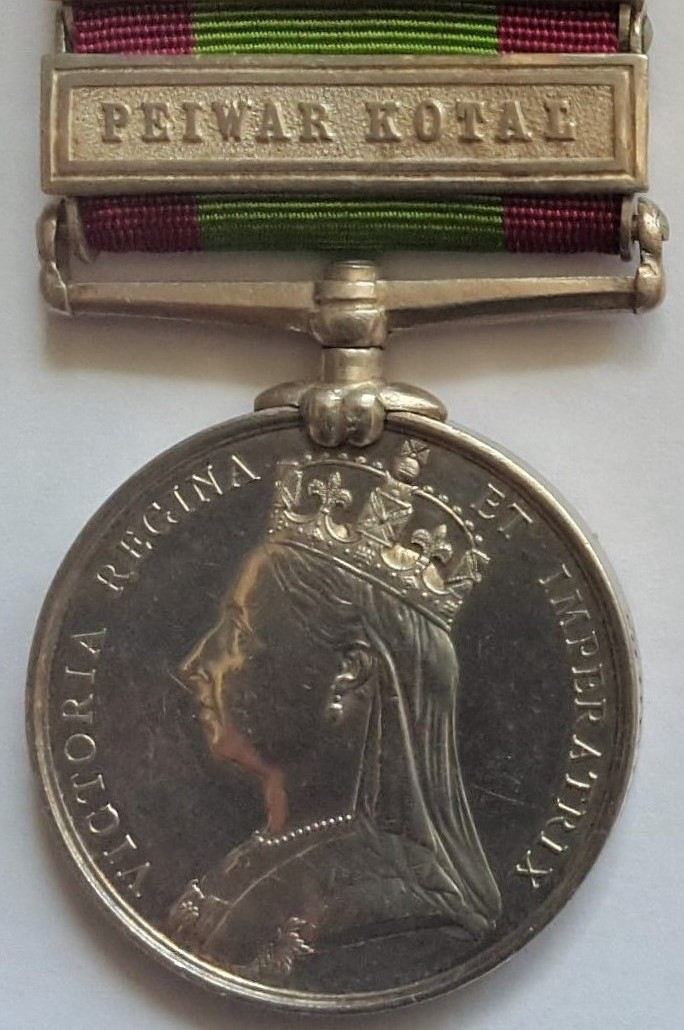
Афганская медаль с планкой за Пейвар-Котал.

Военный историк полковник Генри Ханна писал, что генерал Робертс сильно рисковал, начиная свой обходной манёвр, поскольку оба крыла его отряда оказались в полной изоляции друг от друга и не имели безопасного пути отступления. Аналогичную ошибку совершил генерал Жирар в сражении при Арройо-дос-Молинос и был разбит генералом Хиллом. Если бы афганцы атаковали крыло Кобба пока Робертс поднимался на Спин-Гарай, то Кобб был бы разбит и весь лагерь захвачен, а крыло Робертса оказалось бы окружено в горах. Кроме того, отправившись вместе с обходным отрядом, Робертс лишил себя возможности контролировать передвижения левого крыла и оказался наедине с 29-м (Пенджабским) полком, заведомо ненадёжным. Точно так же безосновательно рискованным был последний фланговый обход к Забардас-Хилле, который был начал слишком поздно, чтобы добиться какого-либо результата.
Ханна так же писал, что вся Курамская кампания отличалась спешкой и необдуманными бросками, хотя не было необходимости в первом и втором. Робертсу было поручено занять Курамскую долину, а не штурмовать Кабул. Его главной задачей было отвлекать на себя силы противника, облегчая наступление Хайберского отряда, и он мог без спешки готовиться к штурму Пейвар-Котала. Не было никакой необходимости атаковать афганцев на сильной позиции. Лучше всего было выманить их вниз, как это удалось впоследствии сделать лорду Китченеру при Омдурмане, и принять бой при более выгодных обстоятельствах и с более выгодным итогом.
По словам историка Брайана Робсона, это сражение очень напоминало сражение при Али-Масджид, с той разницей, что Робертс лично возглавил одну из колонн. Он соглашается с Ханной в том, что в данном случае Робертс разработал смелый план, но шёл на большой риск.
Джеймс Кохун писал, что в этом сражении все преимущества были на стороне афганской армии: британская артиллерия не смогла нанести большого вреда позиции противника, а британские винтовки на коротких дистанциях лишь немногим превосходили афганские Энфилды, и их преимущество было разве что в казнозарядности. Афганцы хорошо знали местность (а британцы почти ничего не знали о ней), были относительно дисциплинированы, они защищали свою собственную страну и у них были в избытке провиант и боеприпасы, но все эти преимущества и численное превосходство не позволили им удержать Спин-Гавай, который был ключом ко всей позиции.

### Комментарии
1. ↑  Робертс писал: «Настроения мусульман-сипаев, которые составляли большинство в четырёх из шести моих полков, давали повод для беспокойства; я знал, что их не особо радует перспектива участия в войне против своего единоверца, правителя Афганистана, и что муллы уже предлагают им дезертировать»[6].
2. ↑  28-й был вызван в Талл, но не участвовал в наступлении, а присоединился к Курамскому отряду только в декабре того года[8].
3. ↑  По словам Форбса, там было 3500 регулярных войск и множество иррегулярных ополченцев[18].